# Baureihe 611
De Baureihe 611 is een tweedelig dieselhydraulisch treinstel uitgerust met kantelbaktechniek voor het regionaal personenvervoer van de Deutsche Bahn (DB).

## Geschiedenis
De trein werd ontworpen voor het regionaal personenvervoer op trajecten met veel bochten. De treinen van dit type zijn een ontwikkeling van ADtranz op basis van de BR 610. Hierbij is geen gebruik gemaakt van de door FIAT ontwikkelde kantelbaktechniek.

## Constructie en techniek
De trein is opgebouwd uit een aluminium frame met een frontdeel van GVK. Typerend aan deze trein is de toepassing aan beide kopeinden van een Scharfenbergkoppeling. Om meer comfort op lange afstand te bieden werd kantelbaktechniek toegepast. Deze treinen kunnen tot vier stuks gecombineerd rijden. De treinen zijn uitgerust met luchtvering.

### Kantelbaktechniek
In tegenstelling tot de kantelbaktechniek van Fiat zijn deze treinen uitgerust met een elektronisch geleide techniek waarbij de hoeken van drie draaistellen gemeten wordt. Bij de treinen zorgt een computer ervoor dat door een hydraulisch systeem de hoek van een bocht tot 8° wordt vergroot.
Sinds 21 oktober 2009 rijden de treinen van de Baureihen 611 en 612 na optreden van functiestoringen zonder kantelbaktechniek. Het gevolg hiervan zijn oplopende vertragingen in de dienstuitvoering.

## Treindiensten
De treinen worden/werden door de Deutsche Bahn ingezet op de volgende trajecten.
In de eerste jaren werden de treinen in de Regio Rhein-Neckar van de deelstaat Rheinland-Pfalz als RegionalExpress ingezet.
- Saarbrücken - Frankfurt (over de Nahetalbahn)
- Saarbrücken - Köln (Saarstrecke en de Eifelstrecke)
- Gießen - Koblenz,
- Karlsruhe - Neustadt an der Weinstraße
- Heilbronn - Heidelberg

Sinds 2003 worden deze treindiensten vervangen door onder meer treinen van het type Baureihe 612.
De treinen verhuisden toen als RegionalExpress naar de volgende trajecten.
- Ulm - Stuttgart
- Ulm - Lindau (Bodensee)
- Ulm - Basel

De RegionalExpress tussen Tübingen en Stuttgart wordt soms tot vier eenheden verlengd.
- Neustadt im Schwarzwald - Rottweil / Ulm
- Neustadt - Donaueschingen als onderdeel van de legendarische Kleber-Expresses.
- Aulendorf - Tübingen - Stuttgart, (Zollernalbbahn, Neckar-Alb-Bahn)
- Lindau - Friedrichshafen.

Sinds 2008:
- Ulm - Aalen (Brenzbahn)

## Foto's

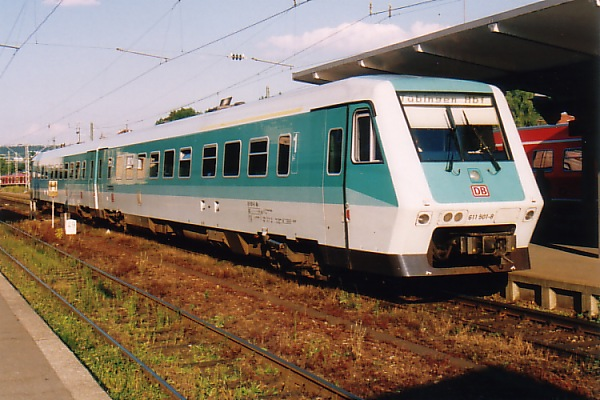

In dit overzicht staan eveneens treinen van de Deutsche Bundesbahn (DB) en van de Deutsche Reichsbahn (DR)